# Józef Łukomski (generał)
Józef Łukomski (ur. 12 sierpnia 1895 w Bydgoszczy, zm. 31 stycznia 1975 w Warszawie) – oficer dyplomowany łączności Wojska Polskiego i Polskich Sił Zbrojnych, w 1964 roku mianowany generałem brygady przez Naczelnego Wodza, generała broni Władysława Andersa.

## Życiorys
Urodził się 12 sierpnia 1895 w Bydgoszczy w rodzinie Witolda (1868–1939) i Pelagii z Biniakowskich (1873–1953). W czasie I wojny światowej walczył w szeregach Armii Cesarstwa Niemieckiego jako podporucznik rezerwy łączności. W 1918 roku został przyjęty do Wojska Polskiego. 
12 lutego 1919 roku został komendantem Szkoły Telefonistów przy I Batalionie Telegrafistów Wielkopolskich. 1 kwietnia 1919 roku został organizatorem i dowódcą II Batalionu Telegrafistów Wielkopolskich. Następnie objął dowództwo Kompanii Zapasowej Telegraficznej Nr 7 w Poznaniu.
W 1921 roku był słuchaczem kursu szefów łączności przy Wyższej Szkole Wojennej w Warszawie, a w 1923 roku słuchaczem kursu oficerów łączności w Wersalu, we Francji. 31 marca 1924 roku został mianowany majorem ze starszeństwem z 1 lipca 1923 roku i 5. lokatą w korpusie oficerów łączności. W 1924 roku pełnił służbę w Obozie Szkolnym Wojsk Łączności, pozostając oficerem nadetatowym 1 Pułku Łączności. 31 października 1927 roku ogłoszono jego przeniesienie z Obozu Szkolnego Wojsk Łączności do 1 Pułku Łączności na stanowisko dowódcy III batalionu. W kwietniu 1928 roku został przeniesiony do Pułku Radiotelegraficznego w Warszawie na stanowisko zastępcy dowódcy pułku. Z dniem 1 marca 1929 roku został przeniesiony na stanowisko szefa łączności 19 Dywizji Piechoty w Wilnie. Z dniem 5 stycznia 1931 roku został powołany do Wyższej Szkoły Wojennej w Warszawie, w charakterze słuchacza Kursu 1930–1932. Z dniem 1 listopada 1932 roku, po ukończeniu kursu i otrzymaniu dyplomu naukowego oficera dyplomowanego, został przeniesiony do Wyższej Szkoły Wojennej na stanowisko wykładowcy taktyki łączności. 12 marca 1933 roku został awansowany na podpułkownika ze starszeństwem z 1 stycznia 1933 roku i 1. lokatą w korpusie oficerów łączności. W 1936 roku został szefem Szefostwa Łączności Sztabu Głównego. Na tym stanowisku pozostawał do września 1939 roku oraz został mianowany pułkownikiem ze starszeństwem z 19 marca 1939 roku i 1. lokatą w korpusie oficerów łączności. W czasie kampanii wrześniowej 1939 roku był I zastępcą naczelnego dowódcy łączności w Sztabie Naczelnego Wodza. 
Od października 1945 roku do listopada 1946 roku był komendantem Szkoły Radiotechnicznej w Rzymie. 
Naczelny Wódz, generał broni Władysław Anders mianował go generałem brygady ze starszeństwem z 1 stycznia 1964 roku w korpusie generałów.
W 1968 roku powrócił na stałe do Polski. Z powodu wyjazdu do kraju został skreślony z listy członków Koła Generałów i Pułkowników byłych Wyższych Dowódców, skupionego wokół osoby generała broni Władysława Andersa.
Zmarł 31 stycznia 1975 roku w Warszawie. Został pochowany na Cmentarzu Powązkowskim (kwatera 18-1-10).

## Ordery i odznaczenia
- Krzyż Niepodległości (17 września 1932)[15]
- Krzyż Walecznych „za czyny męstwa i odwagi wykazane w bojach toczonych w latach 1918–1921”
- Złoty Krzyż Zasługi (21 marca 1929)[16][17]